# Tegernheim
Tegernheim je obec v německé spolkové zemi Bavorsko, v zemském okrese Řezno ve vládním obvodu Horní Falc.
V roce 2014 zde žilo 5 274 obyvatel.

## Poloha
Sousední obce jsou: Barbing, Bernhardswald, Donaustauf, Řezno a Wenzenbach.